# Pleasant Hill (Tennessee)
Pleasant Hill é uma cidade  localizada no estado norte-americano de Tennessee, no Condado de Cumberland.

## Demografia
Segundo o censo norte-americano de 2000, a sua população era de 544 habitantes.
Em 2006, foi estimada uma população de 612, um aumento de 68 (12.5%).

## Geografia
De acordo com o United States Census Bureau tem uma área de
4,0 km², dos quais 4,0 km² cobertos por terra e 0,0 km² cobertos por água. Pleasant Hill localiza-se a aproximadamente 578 m acima do nível do mar.

## Localidades na vizinhança
O diagrama seguinte representa as localidades num raio de 32 km ao redor de Pleasant Hill.